# H0

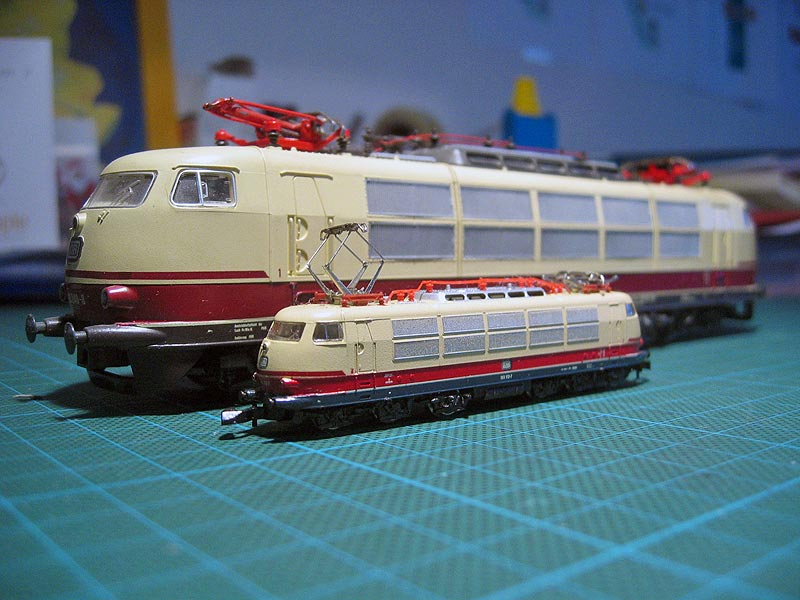
Model van een locomotief van type BR 103 van de Deutsche Bahn. De achterste lok is in schaal H0, daarvoor staat dezelfde lok in schaal Z.

H0 (uitgesproken als half nul) is de sinds ca. 1950 meest gebruikelijke modelspoorschaal.
De 'H' in H0 staat voor half, aangezien H0 (1:87) geïntroduceerd werd als halvering van de schaal 0 (nul, 1:43½). Materieel in schaal H0 van Amerikaanse makelij volgens normen van de National Model Railroad Association (NMRA) is uitwisselbaar met dat van Europese fabrikanten volgens de Normen Europäischer Modelleisenbahnen (NEM).

## Spoorwijdte
H0 gebruikt als spoorwijdte (bij normaalspoor) 16,5 mm overeenkomend met 1435 mm in werkelijkheid. Ook in het Verenigd Koninkrijk is 16,5 mm de meest gangbare spoorwijdte, de aldaar gebruikte schaal (00) is echter 1:76,2 (4 mm per voet). Hoewel niet waarheidsgetrouw heeft men om commerciële redenen gekozen voor uitwisselbaarheid met H0-spoor.
Voor modelspoor in schaal 1:87 gebruikt men in Europa de volgende aanduidingen:
| Aanduiding | Omschrijving | Spoorwijdte (model) | Spoorwijdte (prototype)   |
| ---------- | ------------ | ------------------- | ------------------------- |
| H0         | Normaalspoor | 16,5 mm             | 1435 mm                   |
| H0m        | Meterspoor   | 12 mm               | 1000 mm                   |
| H0e        | Smalspoor    | 09 mm               | 0750 mm, 760 mm en 800 mm |
| H0f        | Veldspoor    | 06,5 mm             | 0500 mm en 600 mm         |